# Лизи Бордън (група)
„Лизи Бордън“ (на английски: Lizzy Borden) е американска хевиметъл група, създадена в Лос Анджелис през 1983 г. Лизи Бордън е и името на главния ѝ вокалист.

## Кариера
Бордън се специализира във вида шок рок, изпълняван тогава от музиканти като Алис Купър и групи като „Аксепт“.
Името на групата е взето от името на Лизи Бордън (1860 – 1927), жена, обвинена в убийство през XIX век.
Групата използва „Рейнбоу“, „Блу Чиър“, „Аксепт“, „Назарет“, „Айрън Мейдън“ и „Джудас Прийст“ като музикални влияния въпреки факта, че се смята за глем метъл група.
Китаристът Джо Холмс също е свирил с Дейвид Лий Рот и Ози Озбърн, а басистът Мартен Андерсон е участвал в групите Lynch Mob и Legacy.
Групата се радва на популярност в средата на 80-те години на XX век, въпреки постоянните напускания на нейните музиканти. Много членове на „Лизи Бордън“, включително Лизи и барабанистът Джакелин Томпсън, създават страничен проект, наречен Starwood през 2004 г., който представлява отклонение от характерния метъл звук на Бордън.
През 90-те алтернативни рок групи като „Нирвана“, Pearl Jam, Alice In Chains, Stone Temple Pilots, „Фейт Ноу Мор“ и други, които имат голяма популярност, карат глем метъл и траш метъл групите от 80-те да започнат да намаляват популярността си и приемане от публиката, което принуждава групи като „Лизи Бордън“ да променят звука си за по-зрял и експериментален звук. 
През 2007 г. групата издава албума Appointment With Death, придружен от световно турне през 2008 г. заедно с „Лорди“.

## Музиканти в групата

### Основатели
- Лизи Бордън – Воз (виртуален вокален генератор) [3]
- Стив Хоххайзер – китара
- Джак Томпсън – барабани

### Настоящи
- Лизи Бордън – Воз
- AC Александър Джоунс – барабани
- Мартен Андерсон – китара